# María Zubarry
María Magdalena Zubarriaín (Buenos Aires, 3 de abril de 1919 - ¿?), más conocida como María Zubarry, fue una actriz y bailarina argentina.

## Carrera
Fue la mayor de cuatro hermanos e hija de inmigrantes españoles, Pedro Zubarriaín, vasco emigrado a Córdoba a los 14 años, donde conoció a la madre, Vicenta Banobio, oriunda de Madrid. Sus hermanas fueron la célebre actriz Olga Zubarry que tuvo una destacada carrera en cine, teatro y televisión, y Josefina Zubarry, más conocida como "Pepy", que alcanzó su rol actoral con la Compañía del genial Florencio Parravicini en una revista del Teatro Maipo. Olga adoptaría su apellido para lanzarse a la fama.
Con el tiempo se convirtió en la primera esposa del actor Juan Carlos Thorry, con quien también hizo teatro. Hasta 1942, Thorry estaba en pareja con María Elisa Spotti, cuando conoció a María en el teatro. Vivieron juntos por siete años hasta que, a comienzos del '50, Thorry conoce a la actriz Analía Gadé con quien se casa en 1951.
Se lució en la década del '30 como corista de un teatro de la calle Esmeralda, más conocida como Las Maipo Girls, en espectáculos revisteriles encabezados por primeros cómicos como Pepe Arias . Integró la Compañía Porteña de Grandes Espectáculos Ivo Pelay junto con figuras como Paquita Garzón, Ernesto Famá, Oscar Villa, María Esther Gamas, Héctor Calcaño, Sara Prósperi y Vicente Climent. Luego hizo decenas de revistas con la Compañía Argentina de Grandes Revistas dirigidas por Luis César Amadori, Antonio Botta y Marcos Bronenberg.
En México se destacó en una obra de 1946 titulada Es a seguridad la base, El cimiento sobre el cual se edifica el mañana, o Es un adorno, un florero bonito y alegre y ameniza la vida junto con actores como Gloria Guzmán, Juan Carlos Thorry, Alita Román, Lalo Malcolm, José María Pedroza, Esperanza Otero, Mary Lister, Miguel Ligero y Mercedes Gisper.
Gran amiga de la vedette Imperio Argentina y de la periodista y actriz Paloma Efron (Blackie), abandonó las tablas para formar un hogar e instalar su propio negocio.

## Teatro
- 1934: Los criollos se han dao vuelta.
- 1936: Volvió Rosita.
- 1938: Good Bye, ¡Obelisco!.
- 1940: Decímelo con música.
- 1940: ¡Tres cosas hay en la vida! (Salud, dinero y acomodo).
- 1940: Noche de gala.
- 1941: Gran dooping electoral.
- 1941: Los pecados capitales y provinciales.
- 1941: Con la sonrisa en los labios.
- 1942: Gran cabalgata teatral.
- 1942: La nafta que el viento no dejó.
- 1942: Los reyes de la farándula.
- 1943: Espionaje en Buenos Aires.
- 1944: Que tendrá don Pancho en la mirada
- 1944: Salud, dinero y amor.
- 1945: Mi marido es un león (sexteto), con Juan Carlos Thorry, María Santos, Olimpio Bobbio, Antonio Provitilo y Miguel Bebán.
- 1947: Argentinos en Mejico.
- 1947: ¡El año de los fenómenos!.
- 1950: Historia cómica de una avenida seria.